# Edwin Ernesto Ayala
Edwin Ernesto Ayala Urrutia, auch Berne Ayalá (* 21. Juli 1966 in Ilopango, Provinz San Salvador), ist ein salvadorianischer Rechtsanwalt und Autor.

## Leben
Er hat seit 1996 Romane, Erzählungen und „Testimonio“ geschrieben. Derzeit lebt er in Santa Ana. Seine Werke handeln von der Sucht nach Macht und von Erinnerungen.
Sein Roman Las copas del castigo (vorheriger Name: Esta boca es mía) war einer der Finalteilnehmer des ersten Alfaguara-Romanwettbewerbs, der von der spanischen Botschaft in El Salvador und dem Verlagshaus Santillana gefördert wurde.

## Werke
Folgende Bücher sind in spanischer Sprache erschienen:
- Al tope y más allá (1996, testimonio).
- El murmullo de la ceiba enana (2000, Erzählungen).
- Ángel para un final (2004, Erzählungen)
- Las copas del castigo (2005, Roman)
- La bitácora de Caín (2006, Roman)
- Arizona Dreaming (2007, Roman)